# Црква Успења Пресвете Богородице у Попима
Црква Успења Пресвете Богородице у Попима је храм Српске православне цркве који се налази у селу Војновићима у општини Фоча у Републици Српској, на путу Фоча - Тјентиште. Припада дабробосанској митрополији. Црква је посвећена празнику Великој Госпојини и припада митрополији дабробосанској. Као датум настанка се узима да је то 1834. година. Постоје два мишљења о самом настанку. Једни вјерују да је у питању обнова старе цркве, док други сматрају да је у питању новоизграђена црква.

## Историја

### Настанак
Цркву је саградио у 18. вијеку Мехмед-паша Кукавица, Србин исламске вјероисповјести који је био валија у Турској. По предању Мехмедов отац био је свештеник у селу Војновићи када су дошли Турци који су га убили, а Мехмеда одвели у Истанбул гдје су га потурчили. Но Мехмед није заборавио своје поријекло, па је подигао цркву по повратку у родну Херцеговину. Он је 1752. године послат из Цариграда у на ове просторе да уведе ред међу локалне разбојнике и силнике. Пошто је Мехемед-паша Кукавица родом из Фоче, из муслиманске породице, а која води поријекло од православне породице Павловић, вјерује се да је у спомен својој мајци подигао ову цркву. У предању је остало да је Мехмеда мајка познала по младежу испод пазуха, те га је замолила да подигне цркву у којој се до краја живота молила. Градња цркве започета је нешто више од данашњег мјеста, али је по казивању морала бити премјештена због наредбе паше, јер се црква није смјела видјети из даљине, нити црквено звоно чути у даљину.

## Архитектура и унутрашњост
Црква у Попима је једнобродни храм са полукружном апсидом на источној страни, која је као и црква светог Николе у Челебићима, грађена од камених блокова и малтерисана кречним малтером. Кров над бродом покривен је шиндром, док је купасти кров над апсидом покривен ћерамидом, што наводи на закључак, да се вршила у неком тренутку и обнова ове цркве. Такође, видљиво је и оштећење крова брода на источној страни, који је поправљен постављањем лима на тај дио. На западном дијелу апсиде истиче се новији дрвени хор. На лучном улазу на западној страни уклесан је крст и 1834. година, која се сматра годином обнове цркве. Под цркве је направљен од аутентичних, неправилних камених плоча и поплочан је каменом, са амвонском и још једном розетом које су украшене разноврсним геометријским мотивима. У цркви се налазе царске двери са дуборезним оквиром из 17-18. вијека, икона Богородице из 17 или 18. вијека Критски рад, икона Светог Николе 19. вијек рад српског сликара, те иконе сликане на стаклу из 19. вијека.
Апсида има профилисан камени вијенац. Улаз је постављен на западној стани, са лијепо тесаним каменим блоковима у коме је уклесан крст на којем је урезана 1834. година. На осталим зидовима видљива су два лучно завршена прозора са допрозорницима на јужној, и један на сјеврној страни цркве. Сјеверозападно од цркве је постављен дрвени звоник.
Терен на коме је црква саграђена је благо нагет, и спушта се у правцу сјевер - југ. Резултат тога је то да је током проклизавања тла оштећена једна страна западног и јужног зида.

## Знаменитости
Црква посједује неколико икона оу периода од 17. до 19. вијека. Једна од њих је икона Богородице, насликана критским начином из времена 17. или 18. вијека и старе царске двери, са видљивим оштећењима из истог периода. Конструкција иконостаса је новије изградње. 